# RedeTV! Tocantins
RedeTV! Tocantins é uma emissora de televisão brasileira sediada em Palmas, capital do estado do Tocantins. Opera no canal 29 UHF digital e é afiliada à RedeTV!.

## História

### Rede Tocantins de Televisão (2009-2016)
Fundada em 23 de maio de 1999, a empresa atuou durante 9 anos nas áreas de publicidade e comunicação. Em setembro de 2008, a empresa teve a oportunidade de participar da Consulta Pública aberta pelo Ministério das Comunicações para a execução de serviços de retransmissão de televisão. Em parceria com a emissora RedeTV! a empresa sagrou-se vencedora do certame em 8 de maio de 2009, com a publicação do resultado no Diário Oficial da União em 13 de maio de 2009.
O sinal do canal 53 UHF foi transmitido pela primeira vez no dia 13 de outubro de 2009, exatamente um ano após a entrega da documentação no Ministério das Comunicações para a participação da Consulta Pública para a execução dos serviços de retransmissão de televisão em Palmas. No primeiro momento foi colocado no ar em caráter experimental, com isso foi possível a avaliação da qualidade do sinal e a receptividade da população, assim como a divulgação do novo canal na capital tocantinense. A primeira passagem do canal em Palmas foi até 2016, onde foi substituído por outra afiliada da RedeTV! que estava surgindo, a TV Graciosa, pelo canal 38.

### RedeTV! Tocantins (2019-presente)
No dia 14 de março de 2019, depois de três anos fora do ar, a emissora retorna como RedeTV! Tocantins volta no ar pelo canal 29 UHF digital.

## Sinal digital
| PSIP | Canal  | Proporção de tela | Programação                                |
| ---- | ------ | ----------------- | ------------------------------------------ |
| 29.1 | 29 UHF | 1080i             | Programação da RedeTV! Tocantins / RedeTV! |

A emissora lançou o seu sinal digital no dia 14 de março de 2019 pelo canal 29 UHF, voltando a retransmitir o sinal da RedeTV!.

## Programas
Além de retransmitir a programação nacional da RedeTV!, a RedeTV! Tocantins produz ou exibe os seguintes programas:
- Fogo Cast: Podcast, com Daniel Pereira;
- Missa das Crianças: Religioso, com o Pe. Eduardo Zanom
- Café com Vanessa: Programa de entrevistas, com Vanessa Martinazzo;
- Leitura Dinâmica Tocantins: Telejornal, com Rudson Silva;
- Aventura em Foco; documentário
- Isto é Tocantins; documentário, com Amanda Adelides;
- Conversa do Povo: Programa de entrevistas, com Cleison Nunes;
- Agrotoc: Programa de entrevistas, com Amanda Oliveira
- Jornal da Rede: Telejornal, com Landri Neto;
- RedeTV! News Tocantins: Telejornal, com Gustavo Mello;
- Família em Cena: Programa de entrevistas, com Alessandra Muniz;
- Tô na Fama: Entretenimento, com Thiago Michelasi;

Outros programas compuseram a grade da emissora e foram descontinuados:
- Aconteceu!
- Agro Top
- Alerta Tocantins
- Alô Esportes
- Consulta Médica
- Brasil Show na TV
- Diogo Cunha na TV
- Esporte Mais
- Momento Saúde
- Mulheres Notáveis
- Música e Prosa
- Novo Normal
- Negócios
- Operação de Risco Tocantins
- Palmas Em Revista
- Simbora Tocantins
- Som de Papo
- Tocantins Empresarial
- Viver Bem